# Ewige Flamme

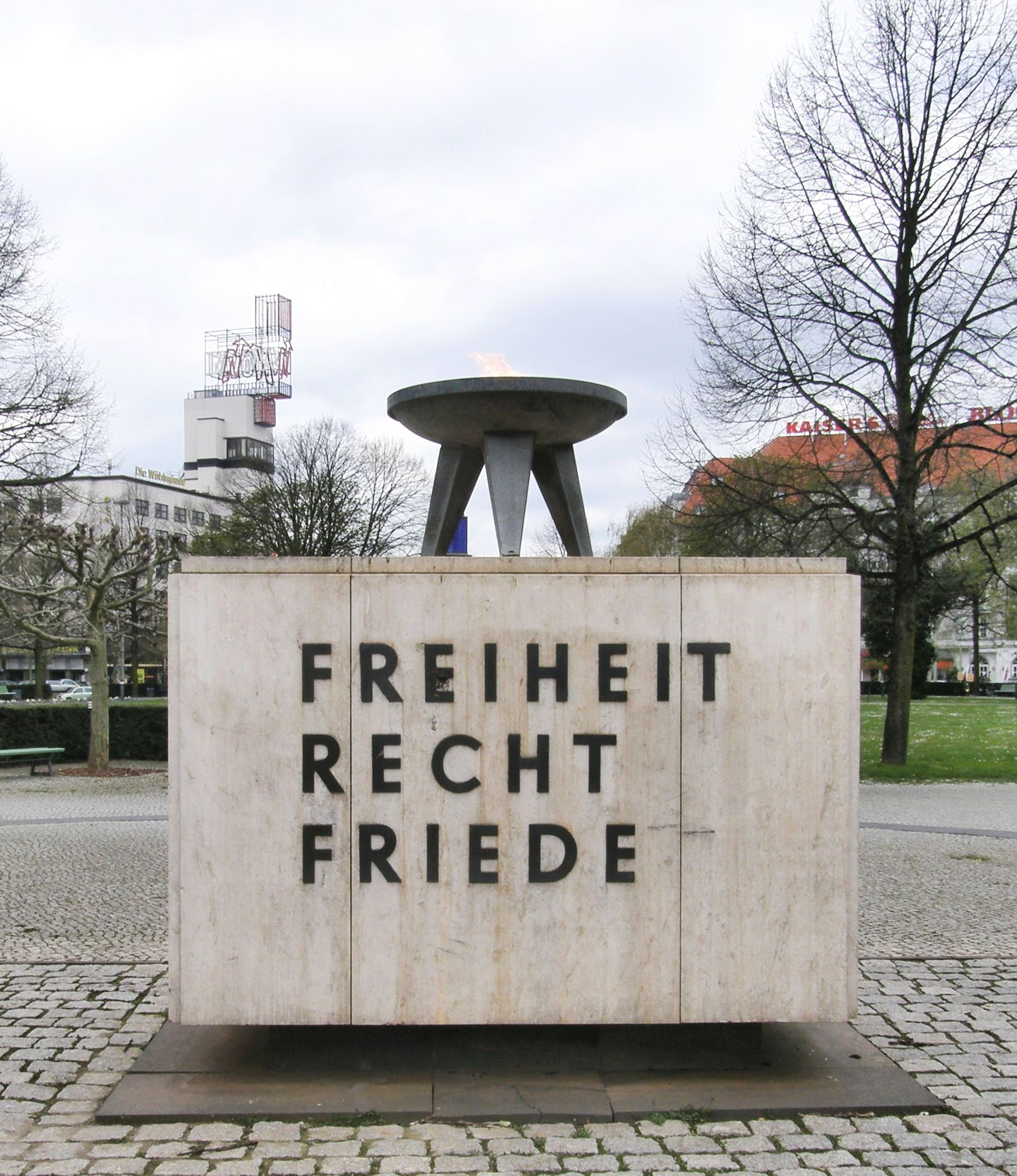
Auf dem Theodor-Heuss-Platz in Berlin brennt seit 1955 die „Ewige Flamme“ zum Gedenken an die Opfer von Flucht und Vertreibung. Das Vertriebenendenkmal wurde seinerzeit von Theodor Heuss eingeweiht.

Eine ewige Flamme, auch ewiges Feuer oder ewiges Licht, ist ein dauerhaft brennendes Feuer oder eine Fackel. Damit soll so die Erinnerung an Personen oder Ereignisse von besonderem Interesse wachgehalten werden.

## Religiöse Bedeutung
Das ewige Licht geht auf die in der Thora überlieferte Stiftshütte zurück, in den orthodoxen Kirchen des Orients steht es seit dem 4. Jahrhundert vor oder neben dem Tabernakel, in der römisch-katholischen Kirche seit etwa dem 13. Jahrhundert.
Im Zoroastrismus ist die Ewige Flamme eine reinigende Kraft, die in einem Feuertempel verehrt wird.

## Gedenkstätten mit „ewiger Flamme“ (Auswahl)

### Für Personen von öffentlichem Interesse
- Mohandas Karamchand Gandhi im Raj Ghat Samadhi in Delhi
- Martin Luther King im King Center in Atlanta
- John F. Kennedy auf dem Nationalfriedhof Arlington
- Elvis Presley in Memphis, Tennessee
- Jitzchak Rabin am Rabin Square in Tel Aviv

### Für historische Ereignisse
- Für die Opfer des Holocaust, das Yad Vashem in Jerusalem.
- Für die Schlacht von Stalingrad in der Gedenkstätte am Mamajew-Hügel bei Wolgograd.
- Für den Abwurf der Atombombe in Hiroshima in der Gedenkstätte am Ground Zero.
- Für die Opfer des türkischen Völkermords an den Armeniern 1915/1916 in der Gedenkstätte Zizernakaberd in der armenischen Hauptstadt Jerewan.
- Eine ewige Flamme brennt seit 1923 am Grabmal des unbekannten Soldaten am Triumphbogen in Paris. Sie erinnert an die vielen nicht identifizierten Gefallenen des Ersten Weltkriegs.
- Für die Opfer von Flucht und Vertreibung der Deutschen nach dem Zweiten Weltkrieg auf dem Theodor-Heuss-Platz in Berlin. Die seit 1955 brennende Flamme wurde durch die GASAG AG am 30. September 2022 nach dem russischen Überfall auf die Ukraine für zwei Wochen gelöscht.
- Das Denkmal für die Opfer der NS-Gewaltherrschaft am Platz der Opfer des Nationalsozialismus in München (seit 1985).
- Das Denkmal für die Opfer des Zweiten Weltkriegs in der Ferhadija-Straße in Sarajevo.
- Für die nicht identifizierten gefallenen Soldaten des Zweiten Weltkrieges am Grab des unbekannten Soldaten im Alexandergarten in Moskau.
- Für die während der Freiheitskämpfe um die Republik Lettland gefallenen Soldaten auf dem Brüderfriedhof in Riga.
- Für die Opfer des Massakers von Amritsar am 13. April 1919.
- Für die getöteten Freiheitskämpfer während der Apartheid vor dem Heldenacker in Namibia.
- Für die Kämpfer der Oktoberrevolution 1917 in St. Petersburg (Marsfeld).
- Zum Gedenken an die Toten des Zweiten Weltkriegs und die Leiden des luxemburgischen Volkes auf dem Kanonenhügel in der Stadt Luxemburg.
- Zum Gedenken an die Gefallenen in der Schlacht bei Gettysburg im Jahr 1863.
- Zum Gedenken an die Gefallenen des Kroatien- und Bosnienkrieges brennt seit 1994 eine ewige Flamme am Altar des Vaterlandes nahe der kroatischen Hauptstadt Zagreb.
- Für die Opfer des Heimatkrieges am Hauptdenkmal in Vukovar.
- Für die Opfer der Hexenverfolgung in Deutschland brennt im Garten der Frauen in Hamburg seit 2015 eine ewige Flamme.

Ewige Flammen (Auswahl)
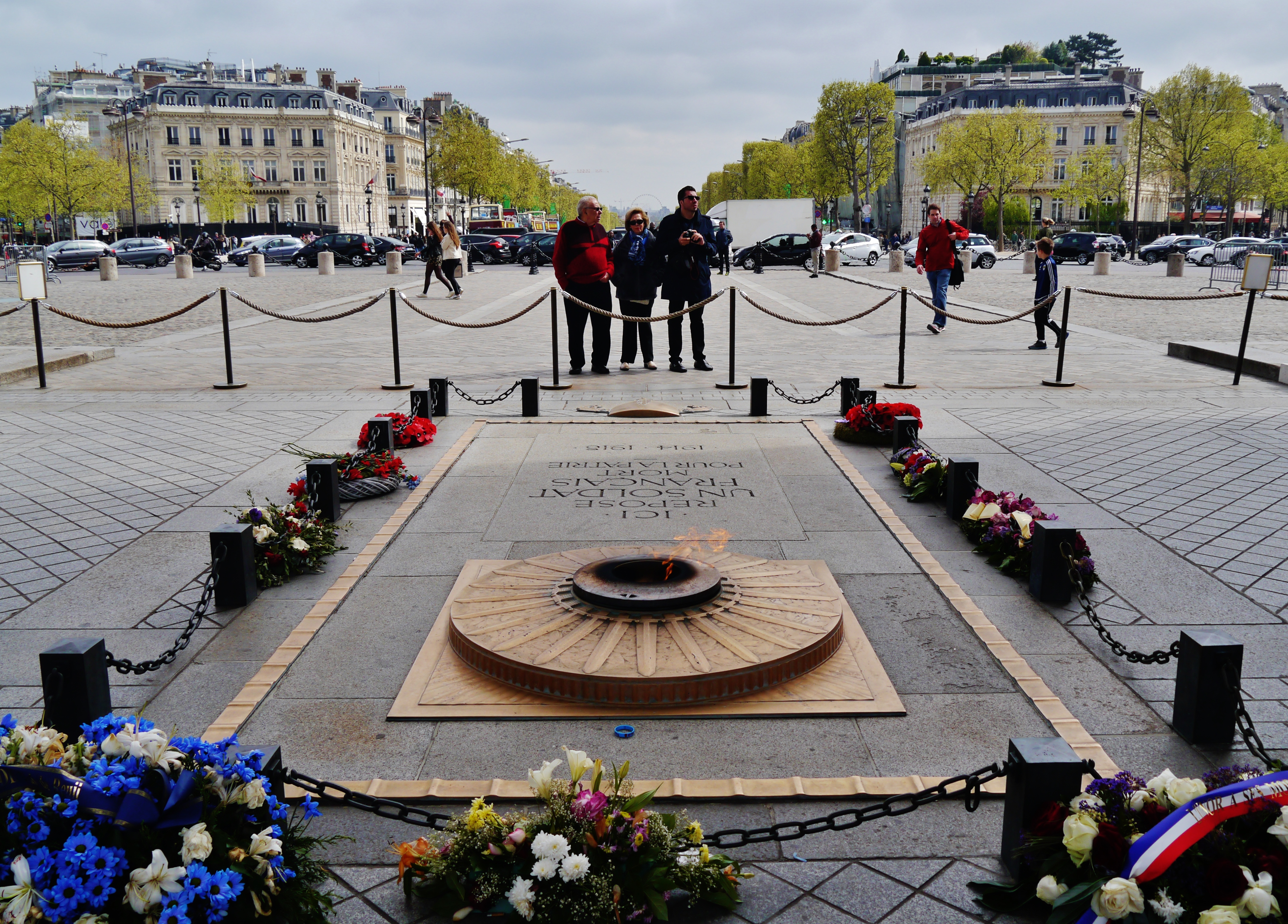
Am Grabmal des unbekannten Soldaten am Triumphbogen, Paris
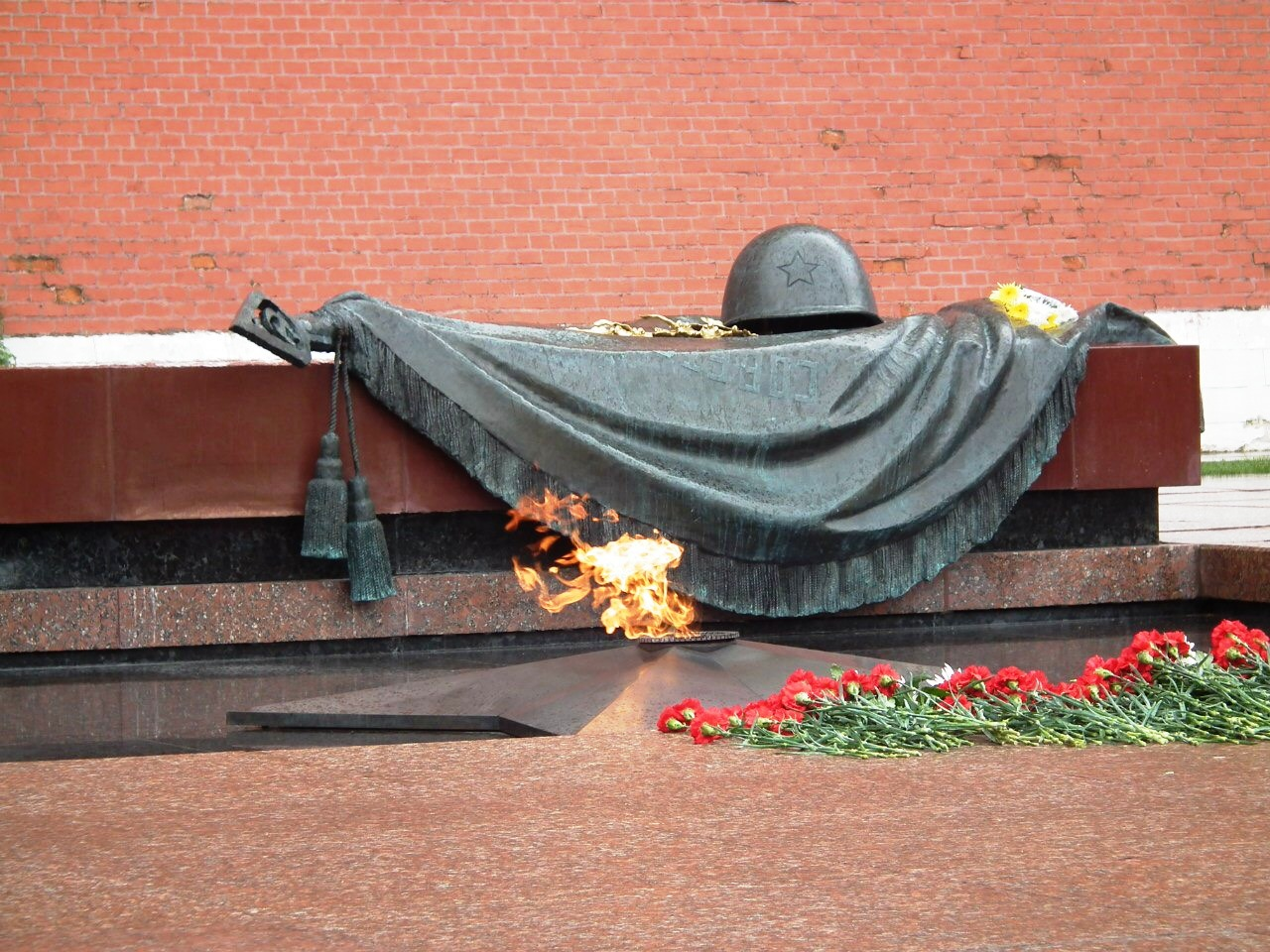
Am Grab des unbekannten Soldaten, Moskau
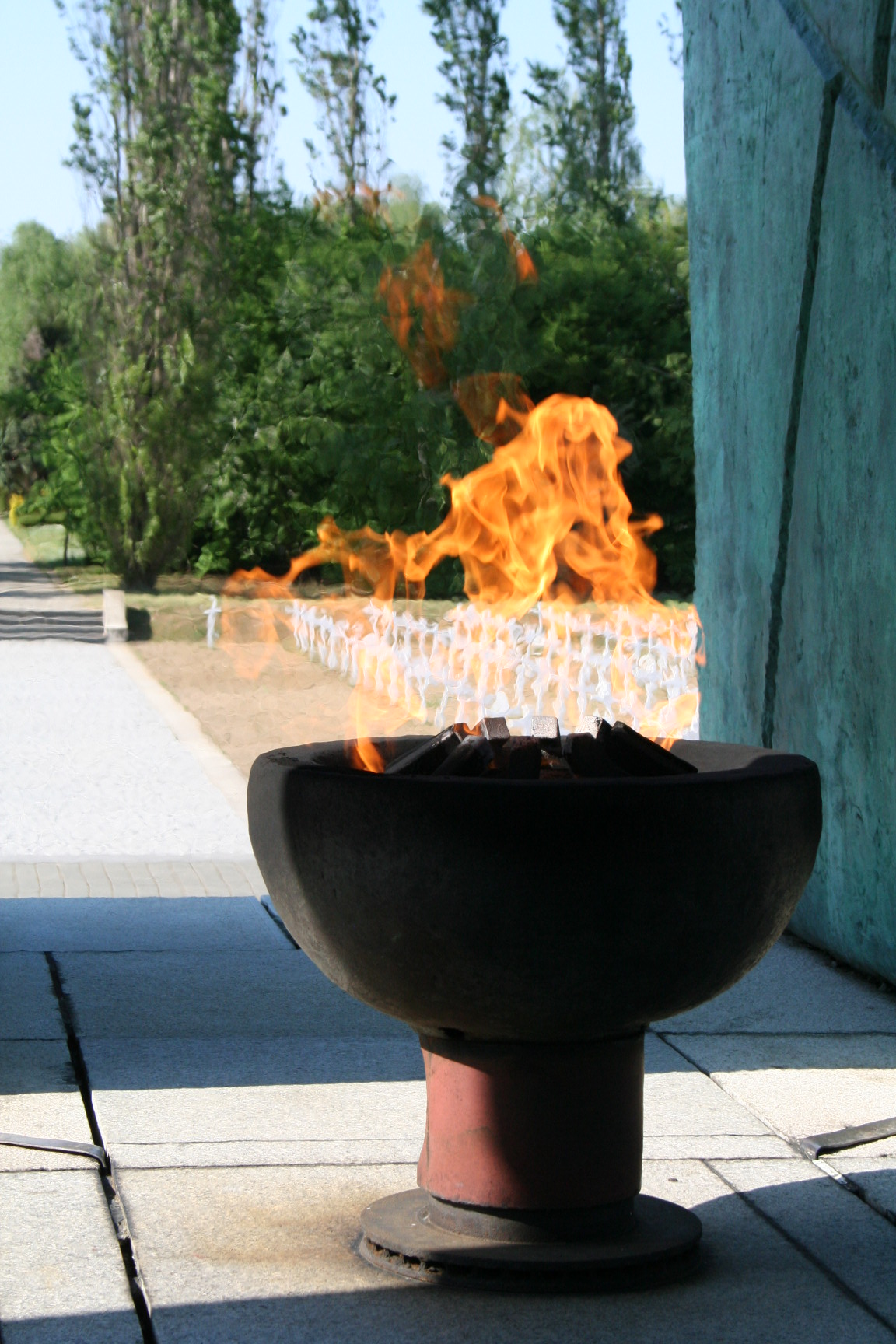
Für die Opfer der Schlacht um Vukovar, 2007
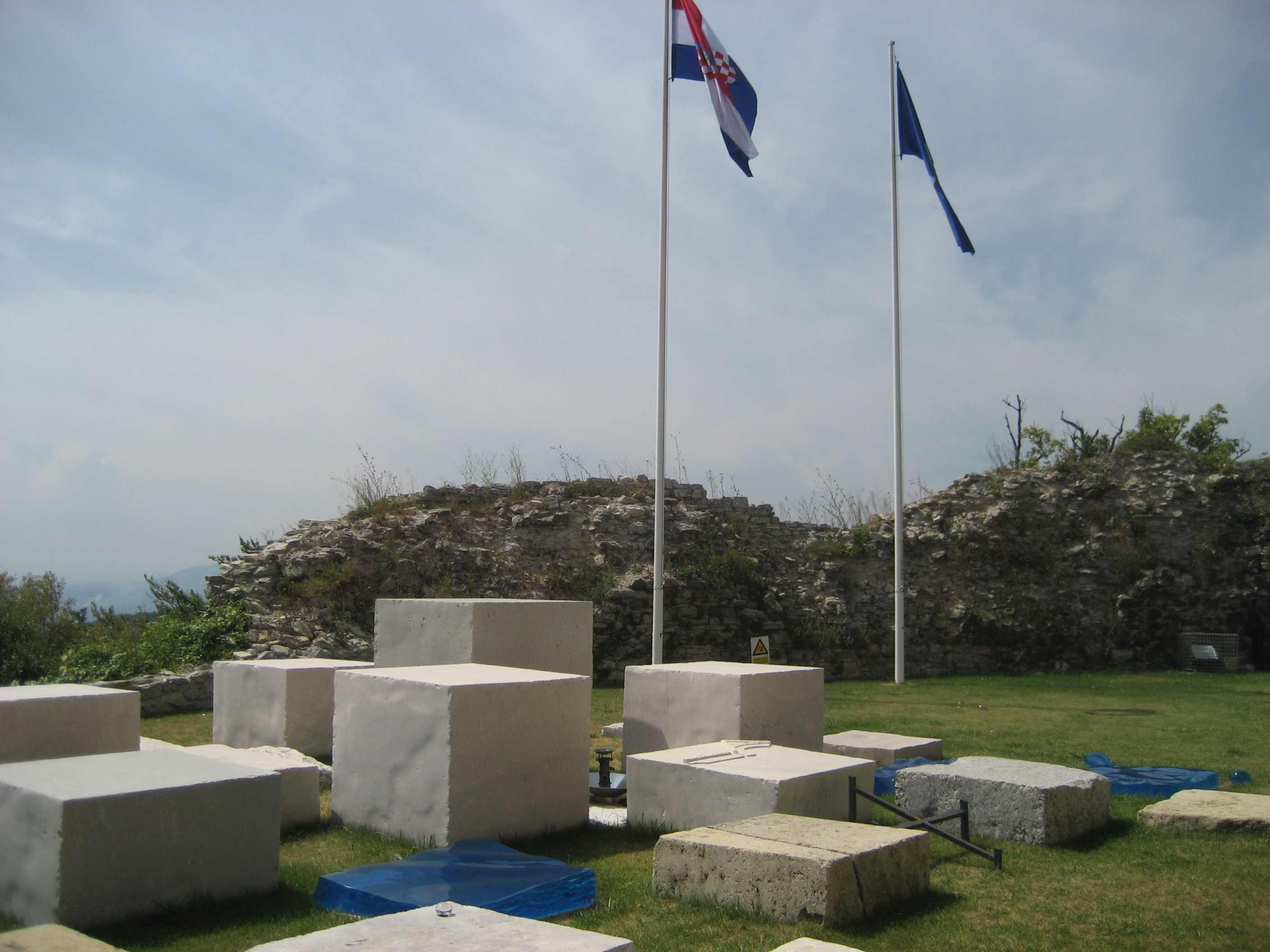
Am Altar des Vaterlandes in Zagreb, 2007
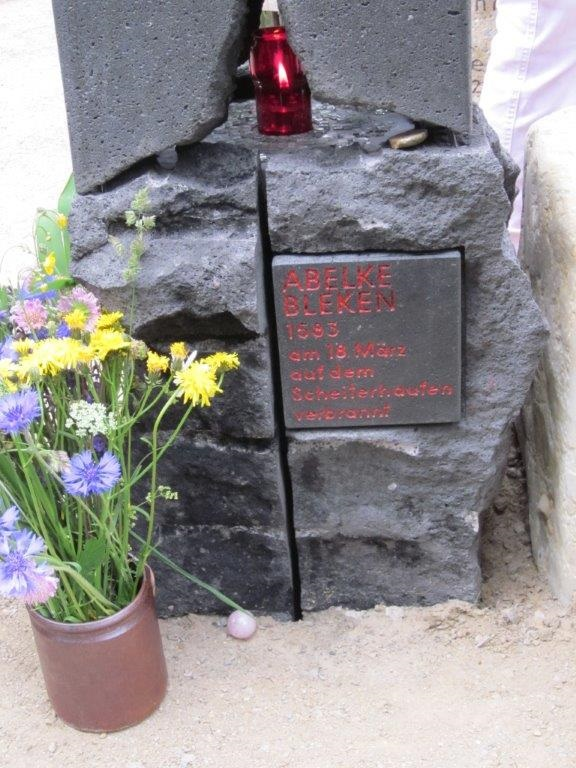
Im Garten der Frauen in Hamburg. Der Name Abelke Bleken steht auch symbolisch für alle anderen unschuldig in Norddeutschland hingerichteten Menschen.